# 新型国際関係
新型国際関係（しんがたこくさいかんけい、簡体字：新型国际关系、拼音：xin xing guo ji guan xi）は、2015年ごろから中華人民共和国が提唱している外交理念。

## 概要
アメリカ合衆国を中心にした「ハブ」のような関係ではなく、「パートナー同士として、協力とウインウイン関係を核心とする関係」と、2015年3月8日の記者会見で外相の王毅は述べている。
その後、9月に開催された第70回国連総会で、中国共産党総書記の習近平が「協力・ウィンウィンを中核とする新型国際関係」を詳しく紹介した。この理念を打ち出した理由について、中国政府は、「人類運命共同体を実現させるためのルートを系統的に築き上げ、国際関係の発展に新たな理念とビジョンを打ち出すだめだ」としている。
2017年10月に発表された中国共産党第19回全国代表大会の報告で、「新型国際関係」の定義に関して、「相互尊重、公平正義、協力ウィンウィンの原則に基づく新型国際関係」という文言で定着した。